# Mariusz Deja
Mariusz Deja – polski mechanik, prof. dr hab. nauk technicznych, profesor uczelni Politechniki Gdańskiej, w kadencji 2024–2028 dziekan Wydziału Inżynierii Mechanicznej i Okrętownictwa Politechniki Gdańskiej.

## Życiorys
Absolwent rocznika 1993 Wydziału Mechanicznego Politechniki Gdańskiej na kierunku Mechanika i Budowa  Maszyn, specjalność: Projektowanie Procesów Technologicznych. Po ukończeniu studiów podjął pracę w Katedrze Technologii Maszyn i Automatyzacji Produkcji, prowadząc działalność naukową z zakresu technologii docierania powierzchni płaskich.  W 1996 odbył staż w Brunel University w Londynie, gdzie prowadził badania zużycia ceramicznych kulek łożyskowych. W 2001 uzyskał stopień doktora nauk technicznych w dyscyplinie Budowa i Eksploatacja Maszyn. Po obronie pracy doktorskiej kontynuował badania zagadnień obróbki powierzchni płaskich metodami obróbki ściernej, współpracując m.in. naukowo z Instytutem IWF (Institut für Werkzeugmaschinen und Fabrikbetrieb) Uniwersytetu Technicznego w Berlinie w zakresie szybkościowego szlifowania dwustronnego materiałów trudnoobrabialnych. W 2014 uzyskał stopień doktora habilitowanego. 
Główny wykonawca trzech projektów badawczych oraz kierownik grantu habilitacyjnego. Autor przeszło 100 prac naukowych oraz współautor podręcznika akademickiego wydanego przez Wydawnictwo WNT „Komputerowo wspomagane wytwarzanie maszyn: podstawy i zastosowanie”.